# Layer de la Haye
Pour les articles homonymes, voir Layer.
Layer de la Haye est un village et une paroisse civile de l'Essex, en Angleterre.